# 邊際利潤

Marginal profit is the difference between a firm's marginal revenue (MR) and marginal cost (MC)

邊際利潤（英語：Marginal profit），在会计学上是指销售收入扣除变动成本的差额。从微观经济学的角度，邊際利潤则为边际成本和边际收益的差额。
邊際利潤(Mπ)的公式：MR-MC=Mπ